# Finnischer Fußballpokal 1977
Der Finnische Fußballpokal 1977 (finnisch Suomen Cup 1977) war die 23. Austragung des finnischen Pokalwettbewerbs. Er wurde vom finnischen Fußballverband ausgetragen. Das Finale fand am 23. Oktober 1977 im Olympiastadion Helsinki statt. 
Pokalsieger wurde Haka Valkeakoski. Das Team setzte sich im Finale gegen Seinäjoen PS mit 3:1 durch. Da Haka auch die Meisterschaft gewann, war der unterlegene Finalist für den Europapokal der Pokalsieger qualifiziert. Seinäjoen PS zog jedoch zurück und wurde wegen Zahlungsunfähigkeit aufgelöst.
Alle Begegnungen wurden in einem Spiel ausgetragen. Bis einschließlich Viertelfinale wurde bei unentschiedenem Ausgang das Spiel um zweimal 15 Minuten verlängert. Stand danach kein Sieger fest, folgte ein Elfmeterschießen. Ab dem Halbfinale wurde dagegen das Spiel auf des Gegners Platz wiederholt. Bis zur 2. Runde hatten unterklassige Teams Heimrecht.

## Teilnehmende Teams
Für die erste Hauptrunde waren 22 Vereine der ersten und zweiten Liga direkt qualifiziert. Dazu kamen 42 Mannschaften ab der dritten Liga abwärts, die nach drei Qualifikationsrunden startberechtigt waren.
| Veikkausliiga (11) | I divisioona (11) | II divisioona (18) | II divisioona (18) |
| --- | --- | --- | --- |
| - Haka Valkeakoski - HJK Helsinki - FC Kiffen 08 Helsinki - Kokkolan Palloveikot - Kuopion PS - Lahden Reipas - Mikkelin Palloilijat - Mikkelin Pallo-Kissat - Turku PS - Oulun Palloseura - Oulun Työväen Palloilijat | - FinnPa Helsinki - Gamlakarleby BK - Helsingin Ponnistus - Ilves Tampere - Kemin Into - Kokkolan PS - Kuopion Pallotoverit - Kuusysi Lahti - IFK Mariehamn - Myllykosken Pallo -47 - Seinäjoen PS | - IF Finströmskamraterna - Jakobstads BK - FF Jaro - Jyväskylän Palloilijat - Kajaanin Palloilijat - Kemin Palloseura - Kuopion Elo - Kuopion Pallo-48 - Lappeenrannan Pallo | - Loviisan Tor - IF Kraft Närpes - Pohjois-Haagan Urheilijat - Rauman Pallo - Rovaniemi PS - Seinäjoen Sisu - Tampereen Pallo-Veikot - Tornion Pallo -47 - Turun Weikot |
| III divisioona (15) | III divisioona (15) | IV divisioona (9) | IV divisioona (9) |
| - Ekenäs IF - Esbo BK - FC Honka Espoo - Järvenpään PS - Karelian Pallo - Lahden Sampo - Nokian Pyry JK - Pateniemen Vesa                                                                                              | - Petalax IK - Porvoon Akilles - Salon Vilpas - Suolahden Urho - Toijalan Pallo-49 - Töölön Vesa - Viialan Peli-Veikot                                                                             | - Forsby BK - Helsingin Kullervo - Hermannin Pallo - Jämsän Pallo - Kaarinan Pojat                                                                                           | - Kyminlinnan Väkinäiset - Messukylän Toverit - Mukkulan Pallo - Savilahden Urheilijat                                                                                  |

## 1. Runde
|                        | Ergebnis              |                           |
| ---------------------- | --------------------- | ------------------------- |
| IF Kraft Närpes        | 2:0 n. V.             | Jakobstads BK             |
| Nokian Pyry JK         | 1:3                   | Haka Valkeakoski          |
| Suolahden Urho         | 2:0                   | Kuopion Pallo-48          |
| Jämsän Pallo           | 0:5                   | Kuopion Elo               |
| Porvoon Akilles        | 2:1                   | Loviisan Tor              |
| Karelian Pallo         | 1:2                   | Lappeenrannan Pallo       |
| Salon Vilpas           | 2:1                   | Pohjois-Haagan Urheilijat |
| Ekenäs IF              | 1:2                   | Helsingin Ponnistus       |
| Viialan Peli-Veikot    | 2:1 n. V.             | Esbo BK                   |
| Hermannin Pallo        | 1:2                   | Töölön Vesa               |
| Jyväskylän Palloilijat | 0:1                   | Seinäjoen Sisu            |
| Gamlakarleby BK        | 1:0 n. V.             | Kokkolan PS               |
| Messukylän Toverit     | 5:6                   | Tampereen Pallo-Veikot    |
| Turun Weikot           | 0:5                   | Turku PS                  |
| Helsingin Kullervo     | 4:2                   | FinnPa Helsinki           |
| Mukkulan Pallo         | 0:7                   | HJK Helsinki              |
| Toijalan Pallo-49      | 0:3                   | Lahden Sampo              |
| Kyminlinnan Väkinäiset | 1:7                   | Kuusysi Lahti             |
| Petalax IK             | 1:3                   | FF Jaro                   |
| Kemin Into             | 2:4                   | Kokkolan Palloveikot      |
| Järvenpään PS          | 0:4                   | Myllykosken Pallo -47     |
| Savilahden Urheilijat  | 0:6                   | Mikkelin Palloilijat      |
| IF Finströmskamraterna | 0:0 n. V. (3:5 i. E.) | IFK Mariehamn             |
| FC Honka Espoo         | 0:2                   | FC Kiffen 08 Helsinki     |
| Kaarinan Pojat         | 0:3                   | Rauman Pallo              |
| Forsby BK              | 0:3                   | Seinäjoen PS              |
| Kajaanin Palloilijat   | 1:1 n. V. (5:4 i. E.) | Kuopion Pallotoverit      |
| Pateniemen Vesa        | 1:2                   | Oulun Palloseura          |
| Rovaniemi PS           | 1:1 n. V. (4:1 i. E.) | Tornion Pallo -47         |
| Kemin Palloseura       | 0:1                   | Oulun Työväen Palloilijat |
| Mikkelin Pallo-Kissat  | 2:1                   | Kuopion PS                |
| Ilves Tampere          | 0:5                   | Lahden Reipas             |

## 2. Runde
|                        | Ergebnis              |                           |
| ---------------------- | --------------------- | ------------------------- |
| IF Kraft Närpes        | 1:1 n. V. (2:4 i. E.) | Haka Valkeakoski          |
| Suolahden Urho         | 0:3                   | Kuopion Elo               |
| Porvoon Akilles        | 4:0                   | Lappeenrannan Pallo       |
| Salon Vilpas           | 1:1 n. V. (4:5 i. E.) | Helsingin Ponnistus       |
| Viialan Peli-Veikot    | 3:0                   | Töölön Vesa               |
| Seinäjoen Sisu         | 2:3                   | Gamlakarleby BK           |
| Tampereen Pallo-Veikot | 1:2                   | Turku PS                  |
| Helsingin Kullervo     | 1:9                   | HJK Helsinki              |
| Lahden Sampo           | 4:1                   | Kuusysi Lahti             |
| FF Jaro                | 2:4                   | Kokkolan Palloveikot      |
| Myllykosken Pallo -47  | 0:6                   | Mikkelin Palloilijat      |
| IFK Mariehamn          | 1:3 n. V.             | FC Kiffen 08 Helsinki     |
| Rauman Pallo           | 1:4                   | Seinäjoen PS              |
| Kajaanin Palloilijat   | 3:1                   | Oulun Palloseura          |
| Rovaniemi PS           | 1:4                   | Oulun Työväen Palloilijat |
| Mikkelin Pallo-Kissat  | 2:0                   | Lahden Reipas             |

## 3. Runde
|                           | Ergebnis |                       |
| ------------------------- | -------- | --------------------- |
| Haka Valkeakoski          | 5:0      | Kuopion Elo           |
| Porvoon Akilles           | 5:1      | Helsingin Ponnistus   |
| Viialan Peli-Veikot       | 0:4      | Gamlakarleby BK       |
| Turku PS                  | 3:1      | HJK Helsinki          |
| Lahden Sampo              | 2:1      | Kokkolan Palloveikot  |
| Mikkelin Palloilijat      | 3:2      | FC Kiffen 08 Helsinki |
| Seinäjoen PS              | 3:1      | Kajaanin Palloilijat  |
| Oulun Työväen Palloilijat | 2:0      | Mikkelin Pallo-Kissat |

## Viertelfinale
|                  | Ergebnis |                           |
| ---------------- | -------- | ------------------------- |
| Haka Valkeakoski | 2:0      | Porvoon Akilles           |
| Gamlakarleby BK  | 1:3      | Turku PS                  |
| Lahden Sampo     | 0:2      | Mikkelin Palloilijat      |
| Seinäjoen PS     | 5:1      | Oulun Työväen Palloilijat |

## Halbfinale
|                      | Ergebnis  |              |
| -------------------- | --------- | ------------ |
| Haka Valkeakoski     | 3:2 n. V. | Turku PS     |
| Mikkelin Palloilijat | 0:1       | Seinäjoen PS |

## Finale
| Paarung          | Haka Valkeakoski – Seinäjoen PS |
| Ergebnis         | 3:1 (2:1) |
| Datum            | 23. Oktober 1977 |
| Stadion          | Olympiastadion, Helsinki |
| Zuschauer        | 2.134 |
| Tore             | 0:1 Tapio Haavisto (10.) 1:1 Matti Paatelainen (17.) 2:1 Risto Salonen (19.) 3:1 Petri Uimonen (79.) |
| Haka Valkeakoski | Eingesetzte Spieler: Stefan Lindström – Teuvo Vilen, Markku Närvä, Juha Helin, Esko Ranta, Pekka Heikkilä, Matti Paatelainen, Kari Lindholm, Arto Uimonen, Petri Uimonen, Risto Salonen, Jukka Pirinen, Heikki Huoviala. |